# Baryonische akustische Oszillation
Baryonische akustische Oszillationen (englisch Baryon Acoustic Oscillation, BAO) sind Dichtewellen, die sich im frühen Universum durch das Wechselspiel von Gravitation und Strahlungsdruck ausbildeten. Ihre Auswirkungen sind heute im Anisotropiespektrum der kosmischen Hintergrundstrahlung und in der Verteilung der Galaxien beobachtbar. Ihre genaue Vermessung spielt eine wichtige Rolle in der modernen Kosmologie.

## Details
Nach der gängigen Theorie besteht Materie aus baryonischer Materie („gewöhnliche“ Materie aus Protonen, Neutronen und Elektronen, aus der Sterne und Planeten aufgebaut sind und die mit elektromagnetischer Strahlung wechselwirkt) und aus dunkler Materie (die nur der Schwerkraft unterliegt). Nach der Inflation, Sekundenbruchteile nach dem Urknall, ist die Materie nicht absolut homogen verteilt, es gibt Anfangsfluktuationen. Durch Gravitation wird die baryonische Materie in Gebiete mit höherer Dichte an dunkler Materie hineingezogen, die Dichte der Baryonen nimmt zu. Dadurch steigt der Photonendruck, drängt die baryonische Materie dann wieder auseinander und bewirkt so eine Abnahme der Baryonendichte. Durch dieses Wechselspiel aus Anziehung aufgrund Gravitation und Abstoßung aufgrund Photonendruck beginnt die baryonische Materie zu oszillieren.
Diese Oszillationen pflanzen sich mit der Schallgeschwindigkeit im damaligen Photonen-Plasma fort, die {\textstyle v_{S}={\sqrt {p/\rho }}=c/{\sqrt {3}}} betrug. Bei der zurückgelegten Entfernung ist zusätzlich der im zeitlichen Verlauf zwar gebremste Hubble Flow zu berücksichtigen. Man nimmt an, dass die Oszillationen zu einem frühen Zeitpunkt nach der BBN begonnen haben könnten.
{\displaystyle D_{S}=c_{S}\int _{a_{1}}^{a_{2}}{\frac {1}{a^{2}H(a)}}\mathrm {d} a}
mit dem Skalenfaktor a und dem Hubble-Parameter H(a)
Dieser Mechanismus bricht bei der Entkopplung von Strahlung und Materie ca. 380.000 Jahre nach dem Urknall zusammen. Die baryonische Materie unterliegt fortan nur noch der Gravitation, die Photonen aber „speichern“ die Information über die Dichte der Baryonen an ihrem Entstehungsort zum Zeitpunkt der Entkopplung in Form einer Temperatur, die in Form der CMB beobachtet werden kann.
Die Größe der Temperaturfluktuationen wird mittels eines Leistungsspektrums (Powerspektrum) ausgewertet. Die dort auftretenden Peaks können als Maxima und Minima der Oszillationen gedeutet werden. Aus der Höhe dieser Peaks ergeben sich wiederum Rückschlüsse auf die Komponenten des Universums und ihrer relativen Dichte zueinander. So nimmt man etwa an, dass die Dunkle Materie die Kontraktion begünstigt, der folgenden Verdünnung aber entgegenwirkt. Daraus erklären sich die relativ höheren Werte der ungeradzahligen Peaks gegenüber den geradzahligen Peaks.
Der erste Peak bei Multipol 220,6 entspricht einem Sichtwinkel von 180°/220,6 = 0,816° = 48,96′, was einem damaligen Radius von 590 kly bzw. mitbewegt 644 Mly entspricht. Entsprechendes gilt für die anderen Peaks. Dieser erste Peak korrespondiert gut mit dem theoretisch berechneten mitbewegten Schallhorizont DS = 144,43 Mpc = 470,84 Mly bzw. Sichtwinkel von 0,59° sowie dem im BOSS festgestellten Peak bei ca. 100·h−1 Mpc ≈ 148,4 Mpc. Hierbei bezeichnet h die Hubble-Skala, folgt also dem Zahlenwert der Hubble-Konstante H0/100.